# Rezerwat przyrody Góra Uszeście
Rezerwat przyrody „Góra Uszeście” – stepowy rezerwat przyrody położony na terenie wsi Mielnik w gminie Mielnik (powiat siemiatycki, województwo podlaskie). Został utworzony na mocy zarządzenia Ministra Leśnictwa i Przemysłu Drzewnego z dnia 11 kwietnia 1985. Zajmuje powierzchnię 11,98 ha (akt powołujący podawał 12,06 ha).
Stworzony dla ochrony roślinności kserotermicznej zawierającej w swym składzie szereg gatunków rzadkich i chronionych.
Rezerwat obejmuje dwa najwyższe wzgórza morenowe na Wysoczyźnie Drohiczyńskiej – Duże Uszeście (204 m n.p.m.) i Małe Uszeście (174 m n.p.m.). Obok muraw występują tu bór mieszany i ciepłolubny las mieszany.
Rezerwat położony jest na gruntach Skarbu Państwa w zarządzie Nadleśnictwa Nurzec, w granicach Obszaru Chronionego Krajobrazu Dolina Bugu. Nadzór sprawuje Regionalny Dyrektor Ochrony Środowiska w Białymstoku. Rezerwat nie posiada planu ochrony, obowiązują w nim jednak zadania ochronne, na mocy których obszar rezerwatu podlega ochronie czynnej.
Przez teren rezerwatu wiedzie szlak pieszy stanowiący ścieżkę edukacyjną.